# Legge di Walras
In economia, la legge di Walras è un teorema della teoria dell'equilibrio economico generale in base al quale nell'aggregato in un mercato l'eccesso di domanda è nullo. 
Corollario importante del teorema è quello secondo cui, se n-1 mercati sono in equilibrio, l'n-esimo mercato è anch'esso in equilibrio.
Il nome deriva dall'economista matematico francese Léon Walras, che per primo lo formalizzò, nonostante il principio stesso fosse già stato enunciato in modo meno rigoroso da John Stuart Mill nel suo Essays on Some Unsettled Questions of Political Economy (1844).

## Legge di Walras
Se ciascun agente soddisfa il suo vincolo di bilancio, cosicché il valore dei beni che compra è uguale al valore dei beni che offre, allora il valore totale delle vendite eguaglia il valore totale degli acquisti.
La legge di Walras implica che, anche se esistono eccessi di domanda o offerta nei singoli mercati, la somma di questi deve essere nulla. Così, se in un mercato c'è un eccesso di domanda, deve esistere in un altro mercato un eccesso di offerta.

### Dimostrazione
Dati I beni, se ciascuno di N agenti soddisfa il vincolo di bilancio, si ha:
{\displaystyle \sum _{i=1}^{I}p_{i}D_{in}=\sum _{i=1}^{I}p_{i}S_{in}\ \ \ \ \ \forall n\in N}
dove pi è il prezzo del bene i, Din è la quantità domandata del bene i da parte dell'agente n e Sin è la quantità offerta dello stesso bene da parte dello stesso agente.
Calcolando la somma per tutti gli agenti si ha:
{\displaystyle \sum _{n=1}^{N}\sum _{i=1}^{I}p_{i}D_{in}=\sum _{n=1}^{N}\sum _{i=1}^{I}p_{i}S_{in}}
da cui:
{\displaystyle \sum _{i=1}^{I}p_{i}\sum _{n=1}^{N}D_{in}=\sum _{i=1}^{I}p_{i}\sum _{n=1}^{N}S_{in}}
e infine:
{\displaystyle \sum _{i=1}^{I}p_{i}D_{i}=\sum _{i=1}^{I}p_{i}S_{i}}
chiamata identità di Walras, o anche:
{\displaystyle \sum _{i=1}^{I}p_{i}(D_{i}-S_{i})=0}
cioè l'eccesso di domanda è nullo.

## Corollario
Dati I mercati, se I-1 sono in equilibrio, l'I-esimo è in equilibrio.
Questo corollario è utilizzato spesso nei modelli di equilibrio economico generale. In particolare, al fine di determinare l'equilibrio in un'economia con N agenti e I beni, si impone l'equilibrio in I-1 mercati e si elimina la condizione di equilibrio dell'I-esimo (che risulta automaticamente soddisfatta). In questo caso, occorre imporre anche il soddisfacimento del vincolo di bilancio (con uguaglianza) e la verifica delle condizioni di ottimizzazione del comportamento dell'agente (es. condizioni di primo ordine per la massimizzazione vincolata della funzione di utilità).
Da questo corollario segue anche che, dati I beni, le I condizioni di equilibrio di mercato possono essere utilizzate per determinare solo i prezzi relativi: i prezzi possono essere determinati solo adottando uno dei beni come numerario.   

### Dimostrazione
Per gli I-1 mercati in equilibrio si ha:
{\displaystyle \ D_{i}=S_{i}\ \ \ \ \ \ i=1,\ldots ,I-1}
da cui:
{\displaystyle \ p_{i}D_{i}=p_{i}S_{i}}
Sommando si ottiene:
{\displaystyle \ \sum _{i=1}^{I-1}p_{i}D_{i}=\sum _{i=1}^{I-1}p_{i}S_{i}}
Sottraendo questo dall'identità di Walras si ottiene infine:
{\displaystyle \ \sum _{i=1}^{I}p_{i}D_{i}-\sum _{i=1}^{I-1}p_{i}D_{i}=\sum _{i=1}^{I}p_{i}S_{i}-\sum _{i=1}^{I-1}p_{i}S_{i}}
{\displaystyle \ p_{I}D_{I}=p_{I}S_{I}}
da cui:
{\displaystyle \ D_{I}=S_{I}}.

## La legge di Walras nella critica neoclassica all'economia keynesiana
Alcuni economisti hanno utilizzato la legge di Walras per escludere la possibilità di disoccupazione involontaria (o più in generale squilibri sul mercato del lavoro) in caso di equilibrio sui mercati dei beni. 
In questa prospettiva, la legge di Walras viene utilizzata per confutare l'economia keynesiana, secondo cui l'equilibrio sul mercato dei beni non garantisce di per sé l'assenza di disoccupazione involontaria.
La replica keynesiana a questa critica è che questa argomentazione, pur vera nel caso di un'economia di baratto, non lo è necessariamente nelle economie monetarie, perché ignora l'esistenza dei mercati finanziari, in cui possono generarsi eccessi di domanda tali da produrre un eccesso di offerta sul mercato del lavoro, stante l'equilibrio in tutti gli altri mercati reali. 